# Jo Frost
Joanne „Jo“ Frost (* 27. června 1971) je britská chůva a ústřední postava reality show Supernanny. Napsala tři knihy o výchově dětí, pracovní zkušenosti sbírá od roku 1989.

## Životopis
Narodila se v Londýně, v Anglii, v roce 1971 Anglickému otci a matce narozené na Gibraltaru. Přestože vlastní děti nemá, má Joanne Frostová 32 let zkušeností s péčí o děti, působí jako chůva v Británii a USA, včetně práce s rodinami v televizním seriálu Supernanny, který se vysílá v 49 zemích.

## Knihy
- Supernanny: How to Get the Best from Your Children
- Ask Supernanny: What Every Parent Wants to Know
- Jo Frost's Confident Baby Care

Její přístup k péči o dítě je zaměřen na udržování stabilní autority dospělého a současně vytvoření bezpečného a poklidného prostředí pro dítě.